# Skultéty Sándor (szerkesztő)
Skultéty Sándor (Temesvár, 1948. február 28. –) erdélyi magyar könyvszerkesztő, műfordító.

## Életútja, munkássága
Bukarestben érettségizett 1966-ban, a bukaresti egyetem Nyelvtudományi Karán szerzett román–francia szakos tanári diplomát (1979). 1970–80 között a Scânteia Kiadó szakreferense, 1980-tól a Politikai Könyvkiadó szerkesztője, 1985–89 között a kiadó magyar szerkesztőségének vezetője. 1990-től a Humanitas Könyvkiadó szerkesztője.

## Fordításai
- Iosif Micu: A méltóság erősebb a halálnál (Bukarest, 1988);
- Bart István: Destinul nefericit a prinţului Rudolf (Bukarest, 1994);
- Salamon Juliska: Scrisorile unei mame. Destinul unei familii evreieşti (Bukarest, 1996);
- Jean Carpentier – François Lebrun: Istoria Europei (társfordító M. Băluţă-Skultety, uo. 1997; 2. kiad. Bukarest, 2006);
- Transilvania văzută în publicistică istorică maghiară (Bukarest, 1999);
- Szávay Géza: Székely Jeruzsálem (románul, Budapest, 2008);
- Sztanoj András: Napló, 1915–1921 (Bukarest, 2008).

## Kötete
- Teste de limba franceză (2002).